# Teutendorfer Moorteich

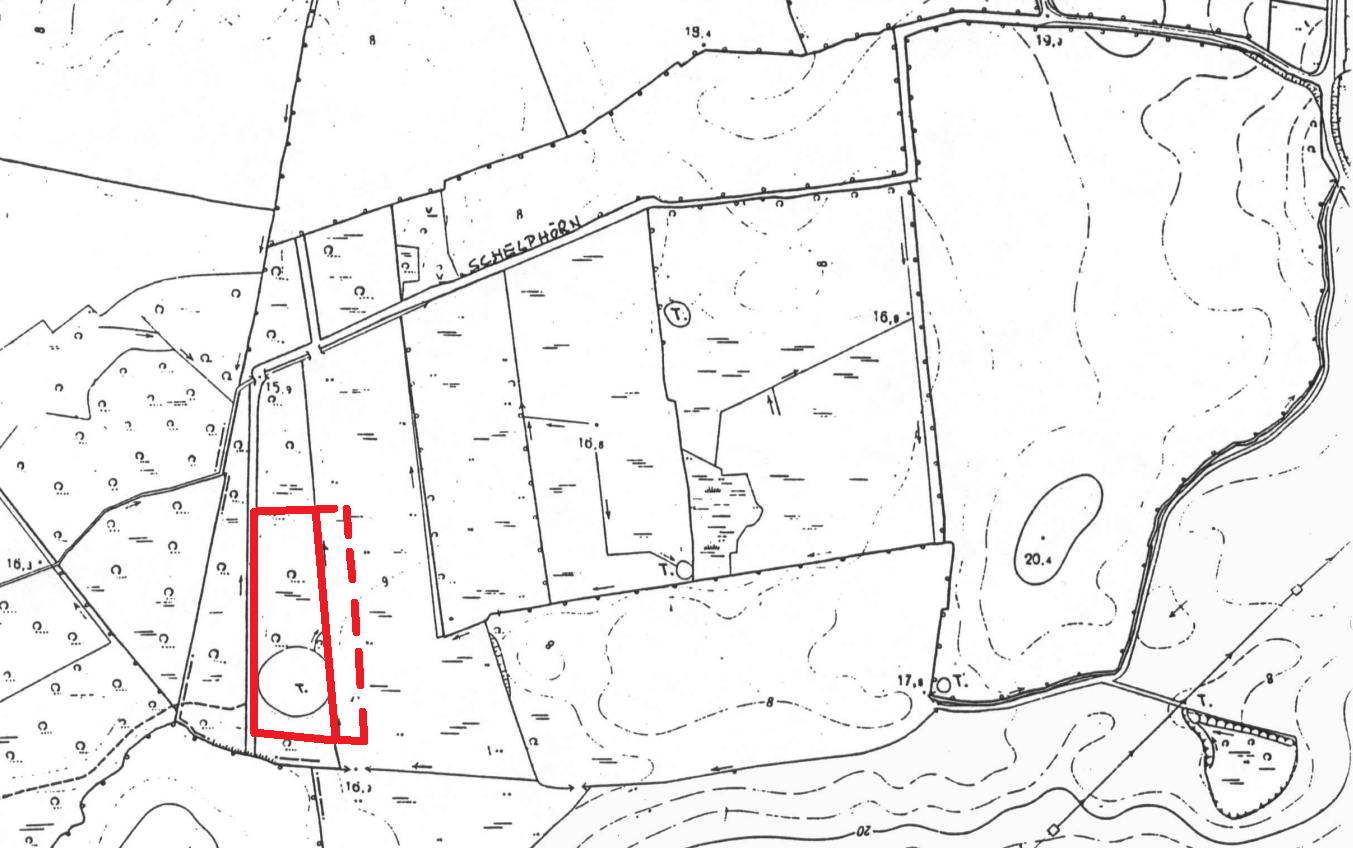
Ausschnitt aus der offiziellen Karte (Maßstab 1:5000) zur Abgrenzung des Naturdenkmals „Teutendorfer Moorteich“ aus der entsprechenden Stadtverordnung von 1991. Die Grenzen des Gebietes wurden zur besseren Übersichtlichkeit rot nachkoloriert. Die durchgehende Linie umschließt das eigentliche Naturdenkmal und die gestrichelte Linie dessen geschützte Umgebung.

Der Teutendorfer Moorteich ist ein 1,2 Hektar großes flächenhaftes Naturdenkmal in der norddeutschen Hansestadt Lübeck. Es wurde per Stadtverordnung am 3. Dezember 1991 vom Bürgermeister in seiner Funktion als untere Landschaftspflegebehörde ausgewiesen.

## Lage
Administrativ gehört der Moorteich zum Stadtbezirk Teutendorf des nordöstlichen Lübecker Stadtteils Travemünde. Unmittelbar an der Grenze zum Gemeindegebiet von Ratekau (Kreis Ostholstein) liegt er knapp 690 Meter Luftlinie westlich der süd-nord-orientierten Bundesstraße 75.
Das als etwa 160 Meter langes und 75 Meter breites, ebenfalls süd-nord-orientiertes Trapez ausgewiesene Areal ist nicht mit Wegen erschlossen. Zwar markierte die nächstgelege Straße – in diesem Bereich eher ein benannter Feldweg – Schelphörn ehemals die westliche Grenze des Naturdenkmals (auf der Karte noch erkennbar), dort ist sie mittlerweile allerdings vollständig zugewachsen und endet daher etwa 110 Meter nördlich der Gebietes. Eingebettet ist das Naturdenkmal „Teutendorfer Moorteich“ in das 1996 ausgewiesene Landschaftsschutzgebiet „Travemünder Winkel“, das mit einer Fläche von 1361 Hektar das mit Abstand größte Schutzgebiet seines Ranges innerhalb Lübecks darstellt.

## Naturraum
Das Naturdenkmal ist ein Feuchtbiotop mit einem mutmaßlich durch Torfstich entstandenen Kleingewässer, das von einem entwässerten Erlen-Weiden-Bruchwald umgeben ist. Südlich schließt sich ein „teilweise artenreicher“ Eschen-Buchen-Wald, in dem unter anderem Wald-Ziest (Stachys sylvatica), Einbeere (Paris quadrifolia) und Gold-Hahnenfuß (Ranunculus auricomus) wachsen. Nördlich des Teichs bestand früher ein weiteres Kleingewässer, das allerdings bereits verlandet ist. Geprägt wird das gesamte Gebiet durch unterschiedliche Verlandungsgesellschaften und vor allem die landesweit seltene Vegetationsgesellschaft „Schneidbinsenried“. Als Beispiele der „reichen Tierwelt“ des Teutendorfer Moorteichs werden unter anderem Singvögel und Amphibien – hier vor allem der Europäische Laubfrosch (Hyla arborea) – genannt.
Im Osten schließt sich ein 20 Meter breiter Streifen sogenannter „geschützter Umgebung“ an das Naturdenkmal an, der landwirtschaftliche Nutzflächen umfasst. Der Teich selbst sowie Teile des Bruchwaldes sind zusätzlich als gesetzlich geschützte Biotope anerkannt.